# Diepold II. von Vohburg
Diepold II. von Vohburg († 7. August 1078 in der Schlacht bei Mellrichstadt) stammte aus der Familie der Rapotonen, war Markgraf auf dem Nordgau und von Giengen. Er war der jüngere Sohn des Grafen Diepold I. Markgraf von Cham-Vohburg und war mit  Liutgard von Zähringen verheiratet. Er war Stifter einiger Kirchengebäude und schenkte dem Bistum Regensburg unter anderem den Ort Waldsassen als Einkunftsquelle, in welchem durch seinen Sohn Diepold III. von Vohburg das Kloster Waldsassen gegründet wurde. Sein Herrschaftsbereich ging über das Egerland  bis nach Westböhmen, wo er an der Gründung der Burg Pfraumberg beteiligt war. Diepold II. ist in der Schlacht bei Mellrichstadt am 7. August 1078 gefallen.
Die Kinder Diepold II. und Liutgard waren:
- Diepold III. († 1146) Markgraf von Nabburg, Vohburg und Cham, ⚭ I vor 1118 Adelajda von Polen (* 1090/91, † 1127) Tochter des Fürsten Władysław I. Herman, ⚭ II Kunigunde von Beichlingen aus dem Haus Northeim, Tochter des Grafen Kuno, Witwe des Wiprecht III. Graf von Groitzsch, ⚭ III Sophia, Schwester eines ungarischen Grafen Stephan
- Konrad, um 1110
- ? Adelheid von Mochental († geistlich 1. Dezember wohl 1127), ⚭ Heinrich I. († 24. September vor 1116 als Mönch in Zwiefalten) Graf von Berg, begraben in Zwiefalten; Eltern von Salome von Berg.